# آسامی میزوکاوا
آسامی میزوکاوا (انگلیسی: Asami Mizukawa; ۲۴ ژوئیهٔ ۱۹۸۳ – ) هنرپیشه اهل کشور ژاپن است. وی از سال ۱۹۹۶ میلادی تاکنون مشغول فعالیت است.
از فیلم‌هایی که وی در آن نقش داشته است می‌توان به ۶۹ و آب تیره اشاره کرد.